# Großsteingrab Gerichtsstätte
Das Großsteingrab Gerichtsstätte ist eine megalithische Grabanlage aus der jungsteinzeitlichen Westgruppe der Trichterbecherkultur (TBK) in der Gemeinde Dötlingen im Landkreis Oldenburg in Niedersachsen und liegt an der Straße der Megalithkultur. Dieses Ganggrab der Nordischen Megalitharchitektur entstand zwischen 3500 und 2800 v. Chr. und stellt eine Bauform jungsteinzeitlicher Megalithanlagen dar, die aus einer Kammer und einem baulich abgesetzten, lateralen Gang bestehen. Diese Form ist primär in Dänemark, Deutschland und Skandinavien, sowie vereinzelt in Frankreich und den Niederlanden zu finden.

## Beschreibung

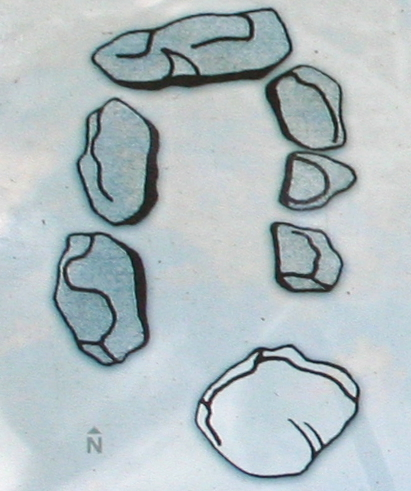
Grundriss des erhaltenen Teils

Das Großsteingrab liegt an der Straße „Zum Sande“ im Dötlinger Ortsteil Aschenstedt, zwei Kilometer östlich des Dötlinger Ortskerns und anderthalb Kilometer nordöstlich der Hunte.
Die in Nord-Süd-Richtung orientierte Steinkammer hat eine Ausdehnung von etwa 4,0 × 1,5 Metern. Fünf Trag-, ein Abschluss- und ein neben dem Gang liegender Deckstein sind erhalten.
Das Hünengrab erhielt seinen Namen, weil hier im 18. Jahrhundert Gericht über kleinere, örtliche Vergehen abgehalten wurde: Die Besitzer des nahe gelegenen Hofes Aschenbeck hielten mindestens zwischen 1742 und 1812 Holzgericht über Forstfrevler ab.
Im Bereich der Wildeshauser Geest und Umgebung gibt es noch zahlreiche weitere Großsteingräber.